# العلاقات الأردنية الجنوب إفريقية
العلاقات الأردنية الجنوب أفريقية هي العلاقات الثنائية التي تجمع بين الأردن وجنوب أفريقيا.

## مقارنة بين البلدين
هذه مقارنة عامة ومرجعية للدولتين:
| وجه المقارنة                                              | الأردن                   | جنوب أفريقيا |
| --------------------------------------------------------- | ------------------------ | --- |
| المساحة (كم2)                                             | 89.34 ألف                | 1.22 مليون |
| عدد السكان (نسمة)                                         | 9.81 مليون               | 57.73 مليون |
| الكثافة السكانية (ن./كم²)                                 | 109.81                   | 47.32 |
| العاصمة                                                   | عمان                     | بريتوريا، بلومفونتين، كيب تاون |
| اللغة الرسمية                                             | اللغة العربية            | لغة إنجليزية، اللغة الأفريقانية، اللغة النديبلي الجنوبية، اللغة السوثو الشمالية، اللغة السوتية، لغة سوازي، اللغة التسونجا، اللغة التسوانية، اللغة الفيندية، اللغة الكوسية، اللغة الزولوية |
| العملة                                                    | دينار أردني              | راند جنوب أفريقي |
| الناتج المحلي الإجمالي (بليون دولار)                      | 40.07 مليار              | 349.42 مليار |
| الناتج المحلي الإجمالي (تعادل القوة الشرائية) بليون دولار | 82.80 مليار              | 725.91 مليار |
| الناتج المحلي الإجمالي الاسمي للفرد دولار أمريكي          | 4.94 ألف                 | 5.72 ألف |
| الناتج المحلي الإجمالي للفرد دولار أمريكي                 | 12.05 ألف                | 13.05 ألف |
| مؤشر التنمية البشرية                                      | 0.748                    | 0.666 |
| رمز المكالمات الدولي                                      | +962                     | +27 |
| رمز الإنترنت                                              | .jo                      | .za |
| المنطقة الزمنية                                           | ت ع م+02:00، ت ع م+03:00 | ت ع م+02:00، أفريقيا/جوهانسبرغ ‏ |

## مدن متوأمة
في ما يلي قائمة باتفاقيات التوأمة بين مدن أردنية وجنوب أفريقية:
- ترتبط عمان مع بريتوريا باتفاقية توأمة منذ 2000.[15][15][15][15]

## منظمات دولية مشتركة
يشترك البلدان في عضوية مجموعة من المنظمات الدولية، منها:
| علم المنظمة | اسم المنظمة                                                | تاريخ انضمام الأردن | تاريخ انضمام جنوب أفريقيا |
| ----------- | ---------------------------------------------------------- | ------------------- | ------------------------- |
|             | مؤسسة التنمية الدولية                                      | 4 أكتوبر 1960       | 12 أكتوبر 1960            |
|             | يونسكو                                                     | 14 يونيو 1950       | 4 نوفمبر 1946             |
|             | وكالة ضمان الاستثمار متعدد الأطراف                         | 12 أبريل 1988       | 10 مارس 1994              |
|             | الأمم المتحدة                                              | 14 ديسمبر 1955      | 7 نوفمبر 1945             |
|             | العملية المشتركة للاتحاد الأفريقي والأمم المتحدة في دارفور | ?                   | ?                         |
|             | الاتحاد البريدي العالمي                                    | ?                   | ?                         |
|             | البنك الدولي للإنشاء والتعمير                              | 29 أغسطس 1952       | 27 ديسمبر 1945            |
|             | الاتحاد الدولي للاتصالات                                   | 20 مايو 1947        | 1910                      |
|             | منظمة حظر الأسلحة الكيميائية                               | ?                   | ?                         |
|             | مؤسسة التمويل الدولية                                      | 20 يوليو 1956       | 3 أبريل 1957              |
|             | منظمة التجارة العالمية                                     | ?                   | 1995                      |
|             | منظمة الشرطة الجنائية الدولية                              | ?                   | ?                         |

## وصلات خارجية
- موقع وزارة الخارجية الأردنية
- موقع وزارة الخارجية الجنوب أفريقية